# كأس تونس للكرة الطائرة للرجال 1973–74
كأس تونس للكرة الطائرة للرجال 1973-1974 هو الموسم رقم 18 من كأس تونس للكرة الطائرة للرجال.

فاز بهذا الموسم النادي الأولمبي القليبي.

## روابط خارجية
- الموقع الرسمي للجامعة التونسية للكرة الطائرة.